# Евсеев, Виктор Иванович
Виктор Иванович Евсеев (1925 — 2002) — советский военный; один из полных кавалеров ордена Славы, награждённых четырьмя орденами Славы.

## Биография
Родился 7 сентября 1925 года в селе Мордово Княгининского уезда Нижегородской губернии (ныне — Бутурлинский район) в крестьянской семье. Русский.
После окончания семи классов школы трудился в колхозе. В 1943 году был призван в Красную армию армию, на фронтах Великой Отечественной войны — с августа 1943 года. Участвовал в боях в составе Южного, 4-го и 1-го Украинских фронтов. Весь свой боевой путь прошел в составе 825-го стрелкового полка 302-й стрелковой дивизии 60-й армии сначала разведчиком, а после ранения — артиллеристом-миномётчиком.
На параде Победы 24 июня 1945 года в Москве полный кавалер ордена Славы В. И. Евсеев нёс знамя 302-й стрелковой Тарнопольской Краснознаменной дивизии в сводной колонне 1-го Украинского фронта.
После демобилизации из армии, в 1946 году, проживал в городе Лысково Нижегородской области, работал шлифовальщиком на Лысковском электротехническом заводе. Затем находился на пенсии.
Умер 9 января 2002 года и был похоронен на городском кладбище в Лысково. На доме, в котором жил ветеран, ему установлена мемориальная доска.

## Награды
- Приказом от 18 апреля 1944 года сержант Евсеев Виктор Иванович был награжден орденом Славы 3-й степени. 
Приказом от 13 февраля 1945 года Евсеев Виктор Иванович был награжден орденом Славы 2-й степени.
 Указом Президиума Верховного Совета СССР от 29 июня 1945 года за образцовое выполнение боевых заданий командования на фронте борьбы с немецкими захватчиками и проявленные при этом доблесть и мужество старший сержант Евсеев Виктор Иванович был награжден орденом Славы 1-й степени.
 Четвёртым орденом Славы 3-й степени был награждён 4 августа 1944 года.[2]
- Был награждён орденами Отечественной войны 1-й и 2-й степеней, а также медалями, в том числе «За отвагу».
- Почётный гражданин города Лысково Нижегородской области.[3]